# رينيه توماس
رينيه توماس (بالفرنسية: René Thomas)‏ هو لاعب رماية فرنسي، (ولد في Breux-sur-Avre ‏ في فرنسا 1865 – 1925 م).

## وصلات خارجية
- رينيه توماس على موقع الاتحاد الدولي (الإنجليزية)
- رينيه توماس على موقع اللجنة الأولمبية الدولية (الإنجليزية)
- رينيه توماس على موقع أوليمبيديا (الإنجليزية)